# توری (یوتا)
توری (به انگلیسی: Torrey) شهری در ایالت یوتا کشور ایالات متحده آمریکا است که جمعیت آن در سرشماری سال ۲۰۱۰ میلادی، ۱۸۲ نفر بوده‌است.